# Euxoa rufosuffusata
Euxoa rufosuffusata är en fjärilsart som beskrevs av Mcdunnough 1940. Euxoa rufosuffusata ingår i släktet Euxoa och familjen nattflyn. Inga underarter finns listade i Catalogue of Life.